# Estadio Lekkoatletyczno-Piłkarski
El Estadio de Atletismo y Fútbol de Radom (en polaco: Stadion Lekkoatletyczno-Piłkarski w Radomiu), oficialmente nombrado Estadio del Mariscal Józef Piłsudski, es un estadio multiusos ubicado en Radom, Polonia. Es el estadio donde el Broń Radom juega sus partidos como local, aunque en la actualidad también acoge los encuentros del Radomiak Radom, debido al proceso de remodelación del Estadio Braci Czachorów.

## Instalaciones
El complejo deportivo, situado en la calle Narutowicza, fue construido de manera voluntaria por empleados de la Fábrica de Armas del Estado de Radom, la Fabryka Broni „Łucznik”, e inaugurado en 1931. El recinto incluía un campo de fútbol, una velódromo para la práctica de ciclismo en pista, varias canchas de tenis, una pista de atletismo y una piscina al aire libre. Durante la temporada 2015/16, el estadio Lekkoatletyczno-Piłkarski de Radom acogió varios partidos del Radomiak Radom, debido a la demolición de su estadio y la construcción de un nuevas nuevas instalaciones deportivas en su lugar. En el primer partido en el estadio, después del regreso del Radomiak a la Ekstraklasa, los anfitriones ganaron 3-1 al vigente campeón de liga, el Legia de Varsovia.